# Município de Green (condado de Brown, Ohio)
Localização do Ohio nos E.U.A.
O município de Green (em inglês: Green Township) é um município localizado no condado de Brown no estado estadounidense de Ohio. No ano de 2010 tinha uma população de 3 652 habitantes e uma densidade populacional de 54,59 pessoas por km².

## Geografia
O município de Green encontra-se localizado nas coordenadas 39° 04′ 30″ N, 83° 54′ 12″ O. Segundo a Departamento do Censo dos Estados Unidos, o município tem uma superfície total de 66.9 km², da qual 66,9 km² correspondem a terra firme e (0 %) 0 km² é água.

## Demografia
Segundo o censo de 2010, tinha 3 652 pessoas residindo no município de Green. A densidade populacional era de 54,59 hab./km².